# 39 př. n. l.

## Hlavy států
- Parthská říše – Oródés II. (58/57 – 38 př. n. l.)
- Egypt – Ptolemaios XV. Kaisarion Filopatór Filométor (44 – 30 př. n. l.)
- Čína – Juan-ti (dynastie Západní Chan)